# Ollegario
Ollegario  è un nome proprio di persona italiano maschile.

## Varianti
- Maschili: Olegario

### Varianti in altre lingue
- Germanico: Aldegar[1], Oldegar
- Latino: Ollegarius, Olegarius
- Portoghese: Olegário[1]
- Spagnolo: Olegario[1]

## Origine e diffusione
Si tratta probabilmente di un derivato del nome germanico Aldegar che, composto da ald, "antico", e gar, "lancia", significa "antica lancia" o "esperto nell'uso della lancia". Alla stessa etimologia viene talvolta ricollegato il nome Alighiero.

## Onomastico
L'onomastico viene festeggiato il 6 marzo in ricordo del beato Ollegario, vescovo di Tarragona.

## Persone

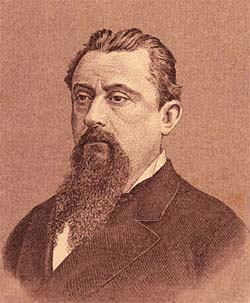
Olegario Víctor Andrade

- Ollegario di Tarragona, arcivescovo cattolico spagnolo

### Varianti
- Olegario Víctor Andrade, poeta, giornalista e politico argentino
- Olegário Benquerença, arbitro di calcio portoghese
- José Olegario Gatti, calciatore argentino